# Mycetophila unca
Mycetophila unca är en tvåvingeart som beskrevs av Zaitzev 1999. Mycetophila unca ingår i släktet Mycetophila och familjen svampmyggor. Inga underarter finns listade i Catalogue of Life.